# Shocking Lemon
Shocking Lemon est un groupe de rock indépendant japonais monté en 1996, notamment connu pour avoir composé les deux premiers génériques de début de l'anime du manga Ippo.

## Formation
- Takahiko Ogino (chant)
- Hideki Taniuchi (guitare)
- Makoto Sakata (basse)
- Toshiki Shimizu (batterie)

## Discographie

### Albums
- 2007 : Solvent Echo
- 2001 : Sometimes Alone
- 1999 : Denimhead

### Mini-albums
- 2003 : Everything In My Life
- 2000 : Sound Of Ash
- 1999 : Blue Room

### Singles
- 2006 : Vain World
- 2006 : Just Like Beginning
- 2001 : Inner Light (Ippo op single 2)
- 2000 : Under Star (Ippo op single 1)
- 1999 : Pastel Room